# Mistrzostwa Polski w Judo 1967
11. edycja Mistrzostw Polski w judo odbyła się w roku 1967 w Olsztynie. Rywalizowali tylko mężczyźni.

## Medaliści  mistrzostw Polski

### mężczyźni
| Konkurencja: | Złoto:                     | Srebro:                   | Brąz:                                      |
| -63 kg       | Zbigniew Kotas             | Kazimierz Gwizdała        | Jan Żytkow Witold Burzyński                |
| -70 kg       | Czesław Łaksa Wisła Kraków | Jan Okrój Wybrzeże Gdańsk | Czesław Kur Wybrzeże Gdańsk Wiesław Kalisz |
| -80 kg       | Edward Suchan Wisła Kraków | Krystyn Wójcik            | Lechosław Hoppe Stanisław Tokarski         |
| -93 kg       | Jerzy Chwiałkowski         | Bogdan Naumienko          | Tadeusz Czubryj Józef Walicht              |
| +93 kg       | Maciej Jankowski           | Ryszard Ciesielski        | Andrzej Mruk                               |
| open         | Tadeusz Czubryj            | Włodzimierz Lewin         | Krystyn Wójcik Lech Jęczmyk                |